# Kuhl (Schiffbau)

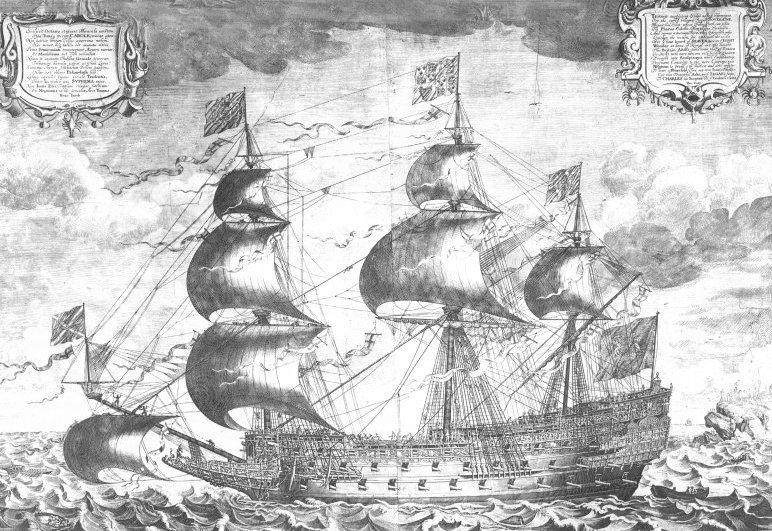
In der Kuhl der Sovereign of the Seas sieht man Personen auf einer leichten Konstruktion über der Kuhl ohne Reling. Vom Halbdeck sind vier Geschütze auf die Kuhl gerichtet, möglicherweise, aber nicht sichtbar, auch von der Back nach achtern.

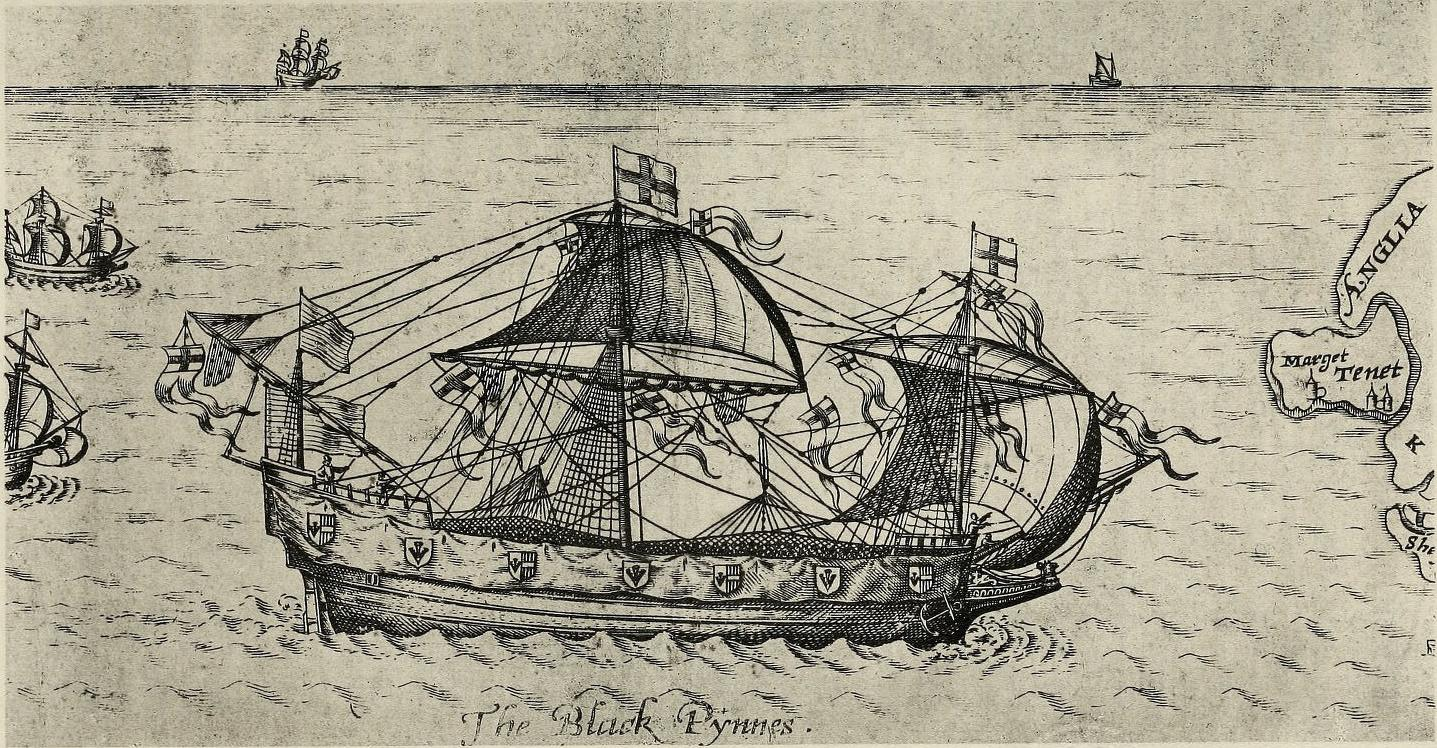
Die Black Pinnace 1585 mit über das ganze Oberdeck gespannten Enternetzen.

Der Begriff Kuhl aus der Seefahrt ist wahrscheinlich mit dem hochdeutschen Wort Kuhle eng verwandt und bezeichnet den unbeplankten Raum zwischen Vor- und Achterdeck. Sind keine Aufbauten vorhanden, kann auch der Raum zwischen Groß- und Fockmast beziehungsweise der Bereich vor dem Großmast bis zur Vorluke gemeint sein.

## Geschichte
Auf Kriegsschiffen war die Kuhl ursprünglich der Ort an dem eingeschiffte Truppen aufgestellt waren. Die Aufbauten wurden als Bastionen verstanden, die die Kuhl zu schützen hatten, wo die Hauptstreitmacht aufgestellt war. Diese wurde daher im Spanischen auch Placa de Armas (Platz der Waffen) genannt. Auch später in den Seekriegen zur napoleonischen Zeit, den letzten noch mit Segelschiffen ausgefochtenen, wurden in der Kuhl noch gerne Enterkommandos aufgestellt. Außerdem wurde sie besonders häufig mit Enternetzen überspannt und gut gesichert, um zu verhindern, dass der Feind auf das Hauptdeck gelangt und sich im Schiff festsetzt. Auch hölzerne Gitterkonstruktionen verfolgten diesen Zweck.
Im Bezug auf die Wettereinflüsse gab es immer wieder Versuche, diese durch konstruktive Maßnahmen zu reduzieren. Es wurde die Bordwand in der Kuhl bis fast auf die Höhe der Verschanzung von Back und Halbdeck hochgezogen. Es wurden leichte Plankenlagen aufgebracht. Auch wurden Laufbrücken über die Kuhl, als Verbindung zwischen Back und Halbdeck, gelegt. Dort befanden sich dann die kleineren Beiboote.